# Novgorodska Republika
Novgorodska republika (rus. Новгородская республика/Novgorodskaja respublika, ukr. Новгородська республіка/Novgordska respublika) je srednjovjekovna staroruska država, ispočetka formirana kao kneževina u sklopu države Kijevske Rusi. Središte države nalazilo se u istoimenom Novgorodu. Država je postojala od 12. do 15. stoljeća, i prostirala se od Baltika do Sibira. Država je nakon višegodišnjih ratova protiv Velike Kneževine Moskve izgubila svoju neovisnost i posve je integrirana u Moskovsko Carstvo. 
Novgorodska Republika i grad Novgorod danas su značajni za rusku povijest jer njima se povezuje povijest između moderne Rusije i srednjovjekovne države Kijevske Rusi. Za ukrajinsku povijest država je značajna jer se njome ukazuje na različitost između starih Novgorodljana i Moskovljana (današnjih Rusa), a time ujedno i na različitost između Ukrajinaca i Rusa. Naime, dio ukrajinskih povjesničara Novgorodsku Republiku interpretira kao ukrajinsku srednjovjekovnu postkolonijalnu državu.

## Povijest republike
Do 1019./1020. godine Novgorod je bio sastavni dio Kijevske Rusi. Novgorodske kneževe je postavljao Veliki knez Kijeva, i na to mjesto bi obično birao jednog od sinova. Novgorod je stalno imao ključnu ulogu u političkim dešavanjima Kijevske Rusi, a primjeri za to su Novgorodska podrška Vladimiru Velikom i Jaroslavu Mudrom. Jedna od prvih naredbi Jaroslava Mudrog je bila da dodjeli autonomna prava i privilegije lojalnim Novgorodljanima, što je udarilo temelje Novgorodskoj Republici. Novgorod se razvio u moćan i autonoman regionalni centar Kijevske Rusi, s upravom koju je biralo lokalno građanstvo.
Gradovi Staraja Rus, Ladoga, Torzokom i Orešek su pripadali Novgorodskoj Republici. Grad Pskov je u početku također bio dio ove republike, ali je de facto nezavistan od 13. stoljećea. Pskovska neovisnost je potvrđena Ugovorom iz Bolotova (1348.); (vidi još: Pskovska Republika). Arhiepiskop Novgoroda je i pored toga bio arhiepiskop oba grada sve do 1589. Između 12. i 15. stoljeća Novgorodska Republika se proširila na istok i sjeveroistok. Novgorodljani su istraživali predjele uz obale jezera Onega, rijeke Sjeverne Dvine i Belog mora. Početkom 14. stoljeća istraživali su Arktički ocean, Barentsovo i Karsko more, i okolinu Zapadnosibirski rijeke Ob.
Ugarska plemena sa sjevernog Urala su plaćala danak Velikom Novgorodu. Zemlje sjeverno od Novgoroda su bile bogate krznom, ribom i solju, i stoga su bile ekonomski veoma bitne za Veliki Novgorod. Novgorodljani su u 14. i 15. stoljeću vodili niz ratova protiv Moskovske Kneževine da bi sačuvali svoju neovisnost i teritorij te brojne posjede. Neuspjeh u ovim ratovima označio je početak ekonomskog i kuturnog propadanja, i kraja Novgorodske Republike te njezinog potpunog integriranja u Moskovsko Carstvo.

## Politička organizacija
Narodno vijeće, koje se okupljalo po staroslovenskoj tradiciji, bilo je najviši politički autoritet u republici. Ovo vijeće je biralo posadnika, vojskovođe, a od 1156. i arhiepiskope. Sastojalo se uglavnom od bojara. Nadbiskup je imao vrhovnu izvršnu vlast i bio je najbogatiji feudalni gospodar u Novgorodu, s najviše zemlje i najviše prihoda. Ove nadležnosti su mu prenijeli kneževi iz Kijeva. Pored toga, nadbiskup je upravljao državnom blagajnom, vanjskim poslovima i kaznenom politikom. U političkom životu Novgorodske Republike sudjelovali su i obični trgovci i zanatlije. Oni su stvarali udruženja koja se mogu smatrati pretečama političkih partija.
Obveze i prava vladara Novgoroda su bili ograničeni. Njegova glavna nadležnost je bila rukovođenje vojskom, pri čemu nije imao pravo da kažnjava. Životom u gradu su upravljali birani posadnika, koji su ujedno bili posrednici između građana i kneza. Kneževska rezidencija je premještena iz novgorodskog kremlja (pod imenom Detinjec) u predgrađe gorodišče. Počevši od Aleksandra Nevskog novgorodski kneževi su birani među vladarima Vladimirsko-Suzdaljska Kneževine. Novgorodska Republika radi brojne ukrajinske i bjeloruske populacije imala je izuzetno dobre odnose s Velikom Kneževinom Litvom.

## Ekonomija
Privreda Novgorodske Republike se sastojala iz ratarstva, stočarstva, konjarstva, lova, pčelarstva i ribolova. Kod obala Finskog zaljeva kopala se ruda  željeza, a više drugih mjesta je bilo poznato po eksploataciji soli. Glavni proizvodi u unutarnjoj i vanjskoj trgovini republike bili su: lan, hmelj, krzno, vosak, med, riba i svinjska mast.
Glavni izvor bogatstva Novgorodske Republike bila je trgovina krznom između Kijevske Rusi odnosno Galičko-Volinjskog Kraljevstva, Velike Kneževine Litve i zemalja sjeverozapadne Europe. Srednjovjekovna svjedočanstva opisuju bogatstvo krznenim životinjama u krajevima sjeverno od Novgoroda opisom da su krznene životinje "padale s neba". Novgorodski trgovci trgovali sa švedskim, njemačkim, danskim i litavskim gradovima. U najranije doba novgorodski brodovi su plovili po Baltiku, o čemu govore drevne kronike i arheološki nalazi pravoslavnih crkava na Gotlandu. Hanzeatska liga nije dozvoljavala novgorodskim trgovcima da samostalno plove i izravno isporučuju svoja dobra u Zapadnu Europu.

## Vanjske poveznice
- Источники наших знаний о древнем Новгороде (rus.)
- A city-state in northern Kyivan Rus’ – Novgorod the Great (eng.)
- The fall of Great Novgorod (eng.)  Arhivirana inačica izvorne stranice od 10. listopada 2012. (Wayback Machine)